# Scott Barrett
Scott Kevin Barrett (New Plymouth, 20 novembre 1993) è un rugbista a 15 neozelandese, seconda linea dei Crusaders in Super Rugby.

## Biografia
Cresciuto in una famiglia di rugbisti, Scott Barrett ha frequentato il Francis Douglas Memorial College a New Plymouth, sua città natale, dove iniziò a giocare a rugby. Nel giugno del 2014 fu incluso nella squadra dei Crusaders per una partita contro la nazionale inglese in tournée in Nuova Zelanda. Esordì a soli 20 anni in Super Rugby nel luglio dello stesso anno e quindi, nel corso della stagione, nel National Provincial Championship con Canterbury.
A livello internazionale Barrett ha partecipato al campionato mondiale giovanile di rugby 2013 con la selezione Under-20 neozelandese.
Chiamato da Steve Hansen, tecnico degli All Blacks, nella squadra selezionata per disputare la tournée di fine anno negli Stati Uniti e in Europa, fece il suo esordio a Chicago nella sconfitta contro l'Irlanda il 5 novembre 2016, partita in cui segnò la sua prima meta dopo essere subentrato nel secondo tempo a Jerome Kaino.
Scott Barrett è il terzo di quattro fratelli tutti rugbisti: il fratello maggiore Kane è stato capitano della provincia di Taranaki e ha giocato per i Blues in Super Rugby prima di essere costretto al ritiro per un infortunio, Beauden gioca come mediano di apertura negli Hurricanes e negli All Blacks, mentre il minore Jordie è suo compagno di squadra a Canterbury. Il padre Kevin è stato anch'egli rugbista per Taranaki e per gli Hurricanes.

## Palmarès
- Super Rugby: 5
Crusaders: 2017, 2018, 2019, 2022, 2023
- National Provincial Championship: 1
Canterbury: 2016
- Super Rugby Aotearoa: 2
Crusaders: 2020, 2021